# Cerro Bayo
Cerro Bayo je neaktivní vulkanický komplex nacházející se na hranicích Argentiny a Chile. Komplex je tvořen dvěma centry – starším jižním, tvořeným 800 m širokým, málo zachovaným kráterem, a mladším severním, tvořeným 400 m širokým kráterem. Produkty poslední fáze činnosti komplexu jsou dva viskózní dacitové lávové proudy nacházející se na chilské straně.